# Decadentismo
(Paul Verlaine, Languore)

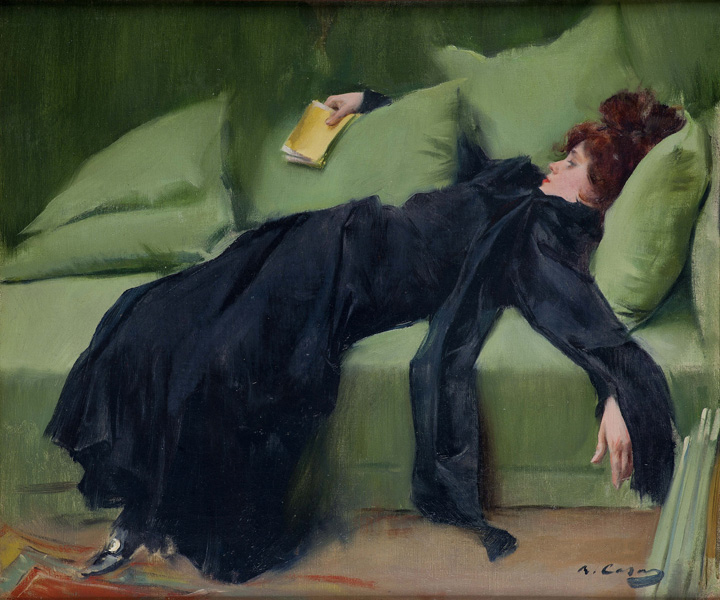
Jove decadent, dipinto di Ramon Casas (1899)

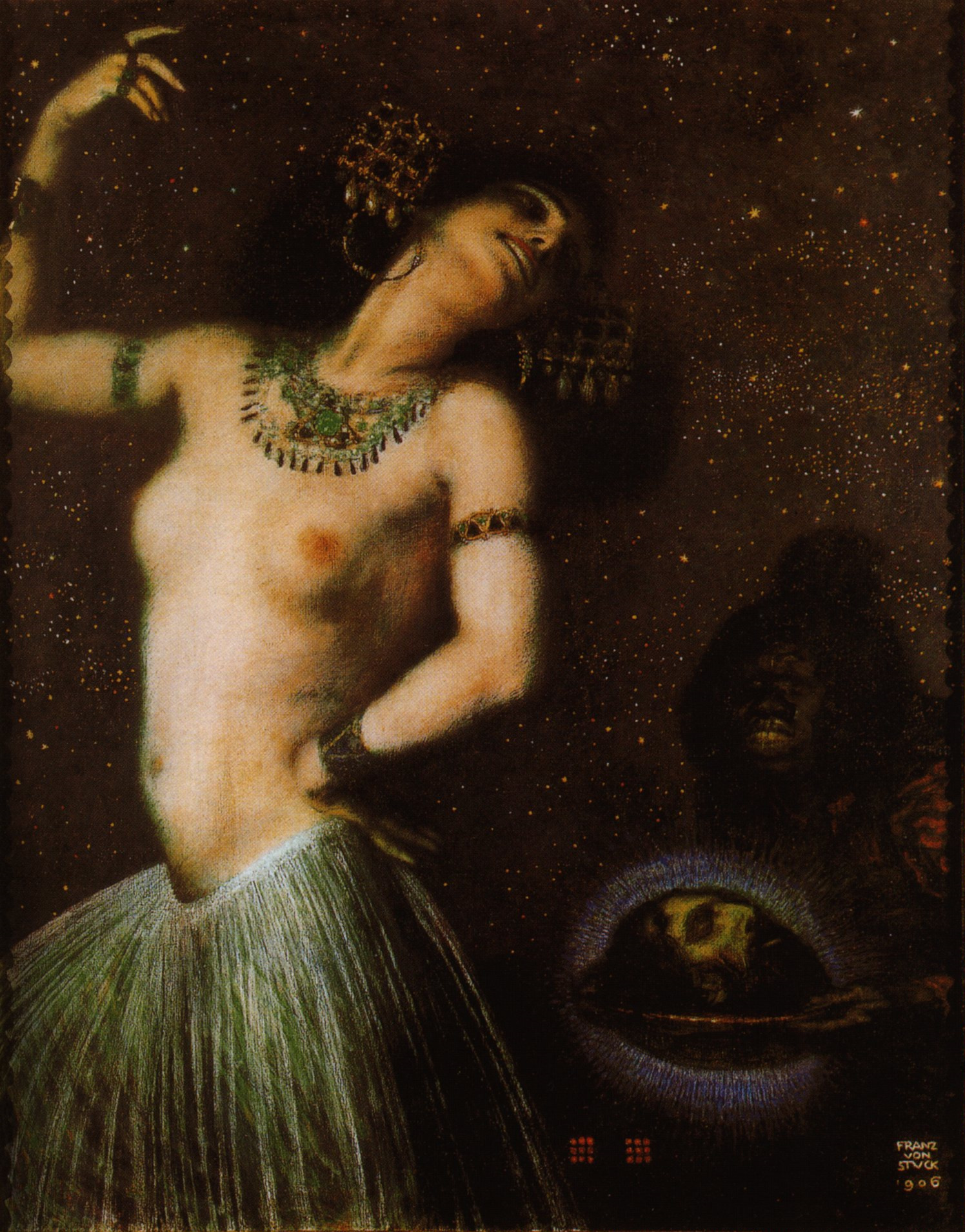
Salomè, di Franz von Stuck, Lenbachhaus, Monaco di Baviera (1906)

Il decadentismo è un movimento artistico e letterario sviluppatosi in Francia e poi diffusosi nel resto d'Europa, tra la fine dell'Ottocento e il primo decennio del Novecento, che si contrappone alla razionalità del positivismo scientifico e del naturalismo.

## Descrizione

### Origine del termine
Il termine "decadentismo" deriva dall'aggettivo francese décadent, usato dal poeta francese Paul Verlaine nella lirica Langueur, pubblicata sulla rivista francese Le Chat Noir, per definire il proprio stato d'animo nei confronti della società contemporanea. Il termine ha due significati espliciti: quello negativo, usato dalla critica in senso dispregiativo, riferito alla nuova generazione dei poeti maledetti che davano scandalo incitando al rifiuto della morale borghese, ponendosi al di fuori della norma sia nella produzione artistica sia nella pratica di vita (un esempio di disprezzo verso il Decadentismo lo troviamo nel pensiero crociano, il quale, accomunando D'Annunzio, Pascoli e Fogazzaro, li definisce "tre malati di nervi"); e quello positivo, rivendicato in seguito dai poeti stessi, inteso come nuovo modo di pensare, come diversità ed estraneità rispetto alla società borghese.
Questo tema della "decadenza sociale" e della crisi di valori con forti risvolti esistenziali fu ripreso da un gruppo di scrittori, che fondarono nel 1886 una rivista con il nome di Le Décadent, che trattava proprio i vari aspetti della crisi. Due anni prima, nel 1884, il poeta Paul Verlaine aveva pubblicato Poètes maudits, opera dedicata ai tre suoi amici Tristan Corbière, Stéphane Mallarmé ed Arthur Rimbaud, che divennero noti con il nome di "poeti maledetti". Tale qualifica vestì gli esponenti del decadentismo di una certa aura mitica, che continuerà nei loro epigoni.

### Crollo del positivismo

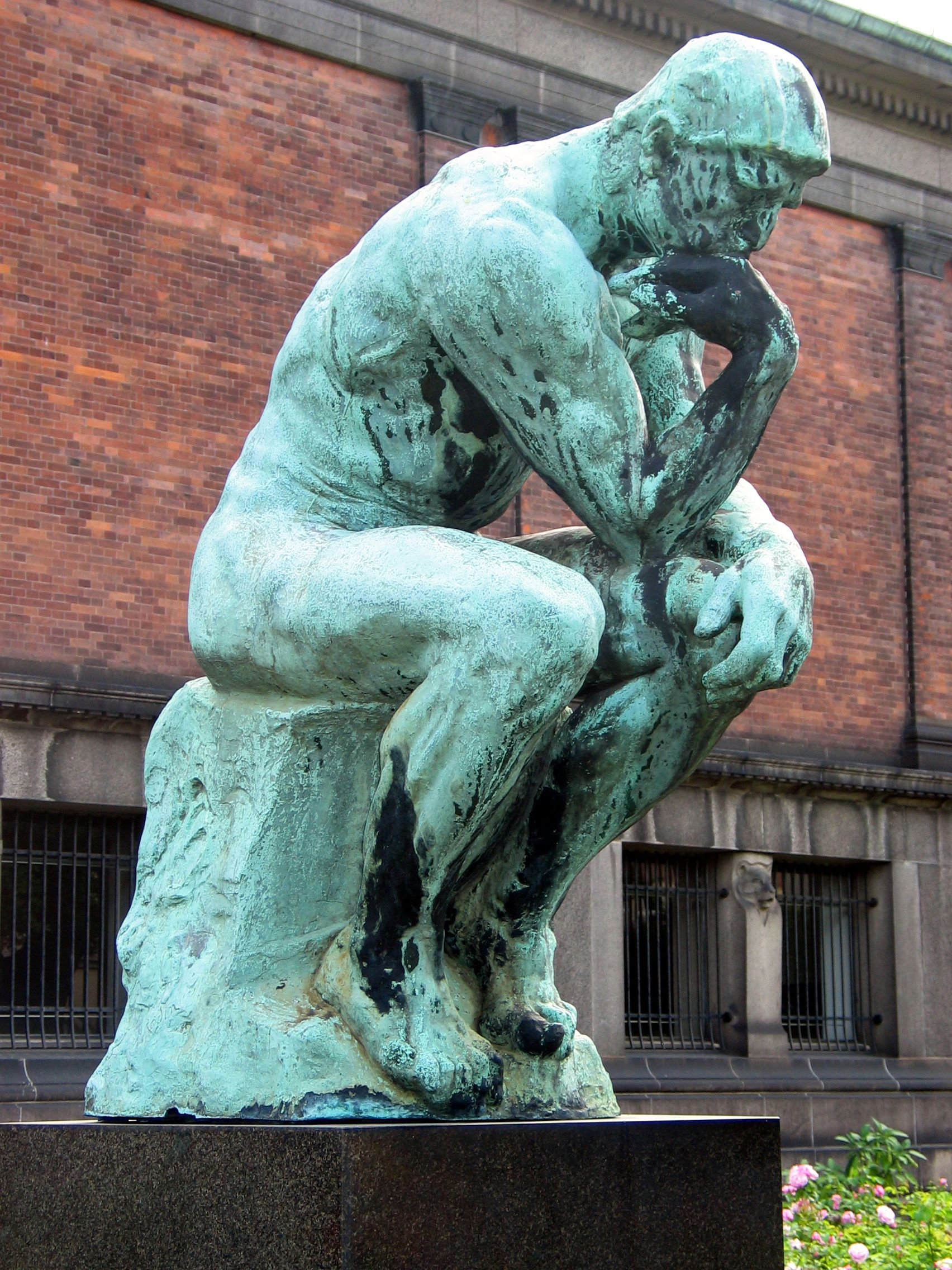
Il pensatore, di Auguste Rodin

Il positivismo, movimento dedito al progresso e alla ricerca scientifica, si era rivelato sostanzialmente incapace di dare risposte soddisfacenti all'uomo nelle sue esigenze estetiche e di gusto, essendo le scoperte scientifiche "sentite" da molti quasi come un segno di limitazione. L'uomo tende infatti a interrogarsi su di sé, sui suoi bisogni, sui suoi desideri, assai più di quanto si occupi della realtà fisica o naturale, perché incapaci di coinvolgere più di tanto sentimenti e aspirazioni. Gli interrogativi degli uomini in generale, concernenti più il loro mondo e i loro prodotti che la realtà extra-umana, percepiscono la scienza come relativamente estranea ai loro bisogni. Infatti, tutte le risposte (tra cui esistenziali) che l'uomo cercava attraverso la scienza non furono trovate o risultarono poco convincenti. La scienza dovette ammettere i suoi limiti, come per i fenomeni naturali, che non era propriamente in grado di spiegare, ma solamente di classificare e categorizzare. Inoltre le nuove teorie, come quella della meccanica quantistica (principio di indeterminazione di Heisenberg del 1927) ammisero la casualità, la probabilità e l'improbabilità, la definizione matematica e l'inesattezza come realtà di cui prendere coscienza.
La ragione e la scienza apparvero insufficienti: la loro logica era fredda e distaccata, le loro spiegazioni lasciavano insoddisfatte le domande più pressanti e le istanze fondamentali dello spirito. Allo stesso modo la filosofia di Kierkegaard rifiutò l'idealismo di Hegel che sommergeva nell'astrazione l'uomo, ignorando la sua individualità ed il suo tormento interiore, la sua possibilità di essere libero contro le rigide leggi della natura e gli schemi esteriori della morale. Le correnti filosofiche antipositivistiche, di impronta spiritualistica ed irrazionalistica, si moltiplicarono: si ricordano il misticismo di Arthur Schopenhauer, il nichilismo di Friedrich Nietzsche, il vitalismo di Gabriele D'Annunzio, l'intuizionismo di Henri Bergson, il contingentismo di Boutroux, il neoidealismo di Benedetto Croce. La crisi del positivismo determinò un ritorno allo spiritualismo che, nelle sue varie forme, riaffermò il valore della volontà, della libertà e della spiritualità umana, riscoprendo, contro l'arido razionalismo, gli impulsi più reconditi dell'animo, l'intuizione, il mistero. Il razionalismo è ormai finito, travolto dalla crisi della borghesia ottocentesca, e la letteratura sente il bisogno di scandagliare quegli angoli più remoti dell'anima dove spesso stanno anche il male, il vizio, l'apatìa, la lussuria, la voluttà, la noia.
La psicoanalisi di Sigmund Freud fu interpretata come una base scientifica del decadentismo, in quanto riusciva a spiegare i vari impulsi e riflessi inconsci che erano alla base della creazione poetica e letteraria di ogni artista decadente. 
L'eroe decadente si chiude infatti sempre più in se stesso, cercando di ascoltare quelle voci interiori e quelle folgorazioni che lo portavano a trovare le famose "correspondances", cioè le corrispondenze che collegano in modo misterioso tutte le cose. Tali corrispondenze derivano dal fatto che l'artista decadente afferma che la realtà non è conoscibile attraverso le teorie scientifiche, quindi l'unico mezzo per attingere alla realtà nuda e schietta è il totale abbandono all'empatia e all'irrazionalità. Dette corrispondenze, che uniscono il mondo in un Tutto, in un'unica entità di base, coinvolgono direttamente l'uomo (Panismo). 
Il precursore è Charles Baudelaire che sottolinea i due aspetti entro cui si dibatte la crisi dell'intellettuale: lo Spleen (noia e disgusto della vita) e l'Ideal (ricerca di un ideale, come fuga verso mondi lontani, esotici, dalla natura incontaminata o verso "paradisi artificiali"). Non a caso gli artisti più ammirati da Baudelaire sono Edgar Allan Poe e Richard Wagner, nelle cui creazioni emergono alcuni tratti salienti del Romanticismo e del Simbolismo.
Sia il ripudio del Positivismo e dei moduli di rappresentazione artistica ad esso connessi, sia la ricerca di un'arte e di una vita liberate dai vincoli del reale costituiscono la più importante novità degli ultimi due decenni del secolo non solo in Italia ma in Europa.
Languore e decadenza sono due aspetti importanti della nuova sensibilità letteraria. Verlaine nel sonetto "Languore" scrive: "Sono l'Impero alla fin della decadenza"; quindi il poeta sente di appartenere ad un'epoca in declino e non sa trovare un senso all'esistenza, né stabilire un rapporto attivo con il mondo: riesce soltanto a registrare la propria estraneità alle battaglie che si consumano accanto a lui. La sensazione diffusa fra molti autori decadenti è la consapevolezza della fine, dell'inutilità di ogni sforzo di attribuire senso alla vita, poiché ogni via è stata tentata: "Tutto è bevuto, tutto è mangiato ! Niente più da dire! (Verlaine); "La carne è triste, ahimè! E ho letto tutti i libri (Mallarmé); "Noi siamo i figli dei padri ammalati" (Emilio Praga).

### Il contesto storico del Decadentismo
Agli inizi degli anni ottanta e novanta del XIX secolo si avvertiva in Francia uno stato d'animo caratterizzato da un senso di disfacimento e termine di una civiltà; si avvertiva un prossimo crollo, un cambiamento epocale. I poeti esprimevano lo smarrimento della coscienza e la crisi dei valori di fine Ottocento che erano stati sconvolti dall'avvento del positivismo, dalla rivoluzione industriale e da un progressivo scatenarsi degli imperialismi. In questo periodo l'uomo si sente in contrasto con la società che lo circonda, insensibile e distaccata di fronte alle sue esigenze. La prima causa è lo sviluppo dell'Imperialismo, cioè la volontà delle grandi potenze europee (come la Francia, l'Inghilterra, la Germania ecc.) di estendere sempre più i propri possedimenti attraverso un imponente sviluppo industriale e bellico, che poté permettere la conquista di colonie in Asia e in Africa, in Paesi dove lo sfruttamento dei popoli e delle loro terre migliorava l'economia dei Paesi imperialisti, che ottenevano facilmente manodopera e materie prime a più basso costo che in patria.
Ciò è visto come missione di civiltà verso popoli barbari e primitivi ma che nascondeva nelle grandi potenze una forte volontà espansionistica e concorrenziale. Le borghesie europee, che nel corso dell'Ottocento avevano combattuto all'interno dei loro stati per il trionfo degli ideali, nati dalla Rivoluzione francese del 1789, voltano le spalle alle masse popolari, disattendendo così ai principi di liberté, egalité e fraternité. Ottenuto il potere in accordo con i sovrani regnanti, la borghesia, depositaria dell'economia, cura i propri interessi e conduce un tipo di vita perbenista e conformista ed è insensibile verso il popolo. Nascono così le prime "questioni sociali", i sindacati (per tutelare i doveri ed i diritti del lavoratore) e le lotte proletarie fra capitale e lavoro dipendente. 
L'intellettuale, portavoce della crisi popolare, si chiude così in se stesso, ricercando l'individualismo, l'egoismo e l'alibi per non affrontare una realtà grigia e senza stimoli.

### Decadentismo in Europa
All'inizio del XX secolo lo scrittore entra in crisi vedendo fallire i propri obiettivi di fotografare la vita quotidiana, aveva lo scopo primario di descrivere i fatti in modo distaccato e oggettivo verismo. Si sente emarginato e si chiude in sé divenendo protagonista di una serie di esperienze che lo portano a sentirsi "vittima" per la sua incapacità di impegnarsi nella società. Gli artisti perdono così la loro fiducia nella ragione e si lanciano verso un mondo misterioso che suppongono si celi dietro la realtà; tra loro si diffonde un senso di sconfitta.

### Decadentismo in Italia

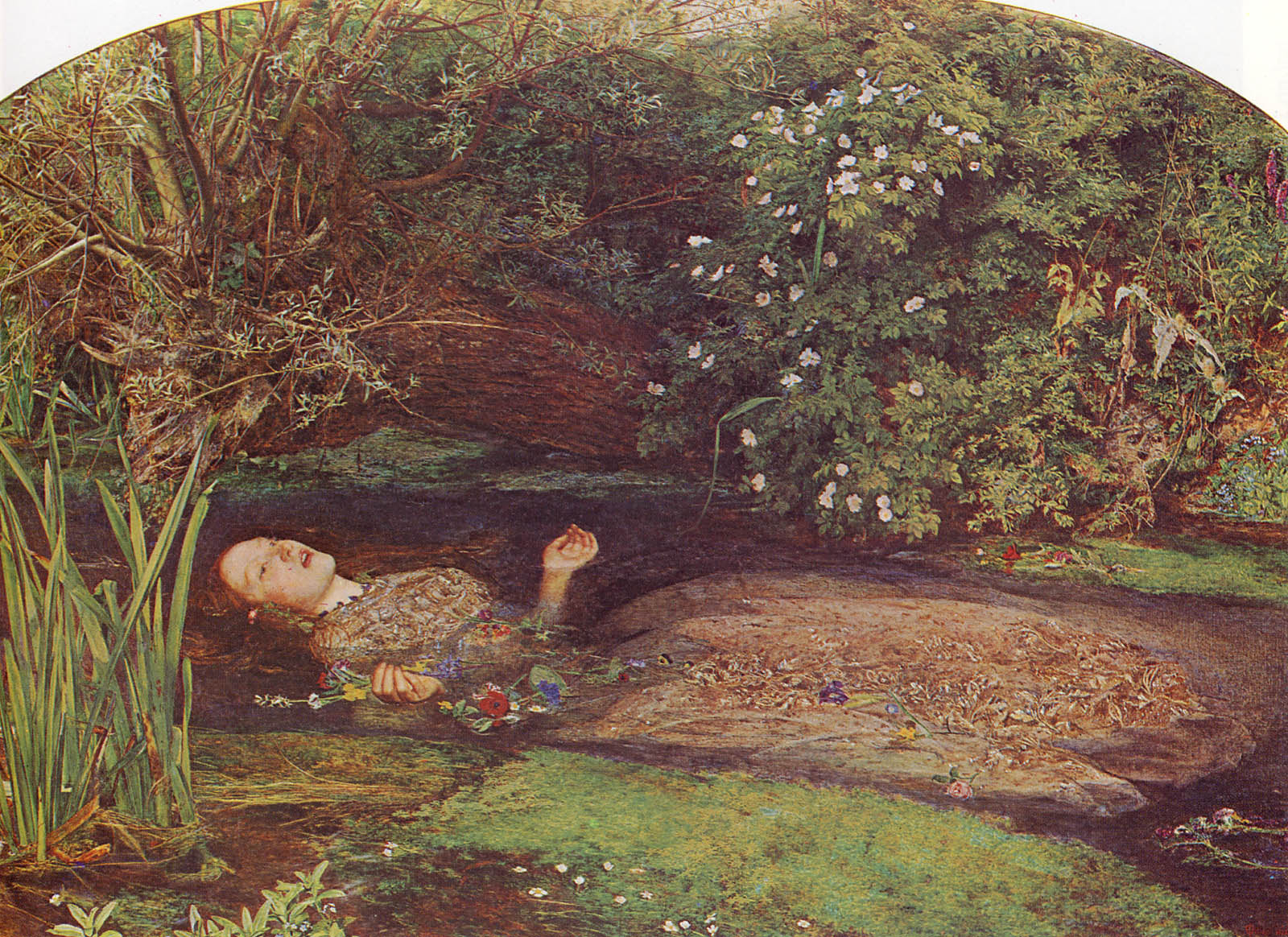
Ophelia, di John Everett Millais, Tate Britain, Londra (1851-1852)

In Italia si possono individuare due periodi distinti di decadentismo: il primo, di cui facevano parte D'Annunzio, Pascoli e Fogazzaro, ancora caratterizzato dalla necessità di costruire miti decadenti. Al contrario nel secondo, di cui occorre ricordare in particolare Pirandello, Svevo e Borgese, la coscienza della crisi è ormai acquisita e la realtà viene sottoposta ad una critica molto lucida e distruttiva. Il termine "decadente" fu, in origine, usato in senso dispregiativo, per indicare giovani poeti che vivevano fuori dalle norme comuni, considerati appunto simboli di una "decadenza sociale" che disprezzava il progresso e la fede nella scienza del positivismo. Più tardi passò a designare la dilagante "decadenza" della società materialista di fine secolo, orientata verso l'esaltazione delle conquiste tecnologiche e alla quale gli intellettuali si sentivano estranei. Essi, infatti, si considerano decadenti, con un atteggiamento di superiorità spirituale, in quanto inclini a cogliere i segni della raffinatezza e dell'eleganza intellettuale delle epoche e periodi di "decadenza" rispetto al normale.

## Aspetti del Decadentismo

### Il poeta veggente
Il Decadentismo è caratterizzato da una nuova tipologia di poeta: esso non è più il vate che guidava il popolo del Romanticismo, né il promotore della scienza come nell'Illuminismo o cantore della bellezza nel Rinascimento. Diventa così veggente, cioè colui che vede e sente mondi arcani ed invisibili in cui si chiude scoprendo «l'universale corrispondenza e analogia delle cose [...] E in tal modo il Dio perduto vive come una memoria e un desiderio» (Francesco Flora).
La parola poetica cambia: non si usa più per descrivere emozioni ma, soprattutto, per decifrare sensazioni e per illuminare l'oscuro che è in noi utilizzando un linguaggio polisemico comprensibile solo da spiriti che riescono a percepire le stesse sensazioni. Da qui la grande importanza della poesia come mezzo per esprimere il proprio intimo. Caratteristica generale è quindi un forte senso d'individualismo e soggettivismo. Per la sua oscurità l'argomento della poesia sfugge alla comprensione del lettore che può interpretarla in modi differenti.
La poesia è così accostata alla sfera del sacro. Per Baudelaire il poeta nel mondo borghese ha "perso l'aureola", non ha più un ruolo riconosciuto nella società, non è più guida e punto di riferimento. I poeti simbolisti in qualche modo si "riprendono l'aureola", assumendo il ruolo di veggenti, attribuendo a se stessi una sorta di investitura sacra.

### La nuova forma metrica
Il decadentismo trova nelle strofe e nei versi liberi i giusti mezzi per esprimere le rivelazioni del proprio interiore con tutte le sue nuances (sfumature), poiché, a differenza delle forme metriche tradizionali, più chiuse e rigide, permettono un'esposizione priva dell'interferenza della ragione, assumendo ritmi liberi, creati di volta in volta dal poeta.
La nuova poesia è «pura atmosfera musicale che porta l'eco di un nuovo e misterioso mondo ignoto agli antichi» (Walter Binni).
Esempi di testi che si possono consultare in questa nuova corrente letteraria sono: la Lettera del veggente di Arthur Rimbaud, per il suo contenuto, e L'Arte poetica di Paul Verlaine, per la sua forma.

### Le poetiche
Grazie alla natura intrinseca del decadentismo, connesso alle tematiche della vita interiore e del mistero, questo movimento diede origine a diverse correnti o poetiche particolari. Fra le tante sono presenti il simbolismo, l'estetismo, il maledettismo, l'impressionismo, il surrealismo, il dadaismo, e nell'ambito italiano il panismo, l'ermetismo, il futurismo e il crepuscolarismo.

#### Simbolismo

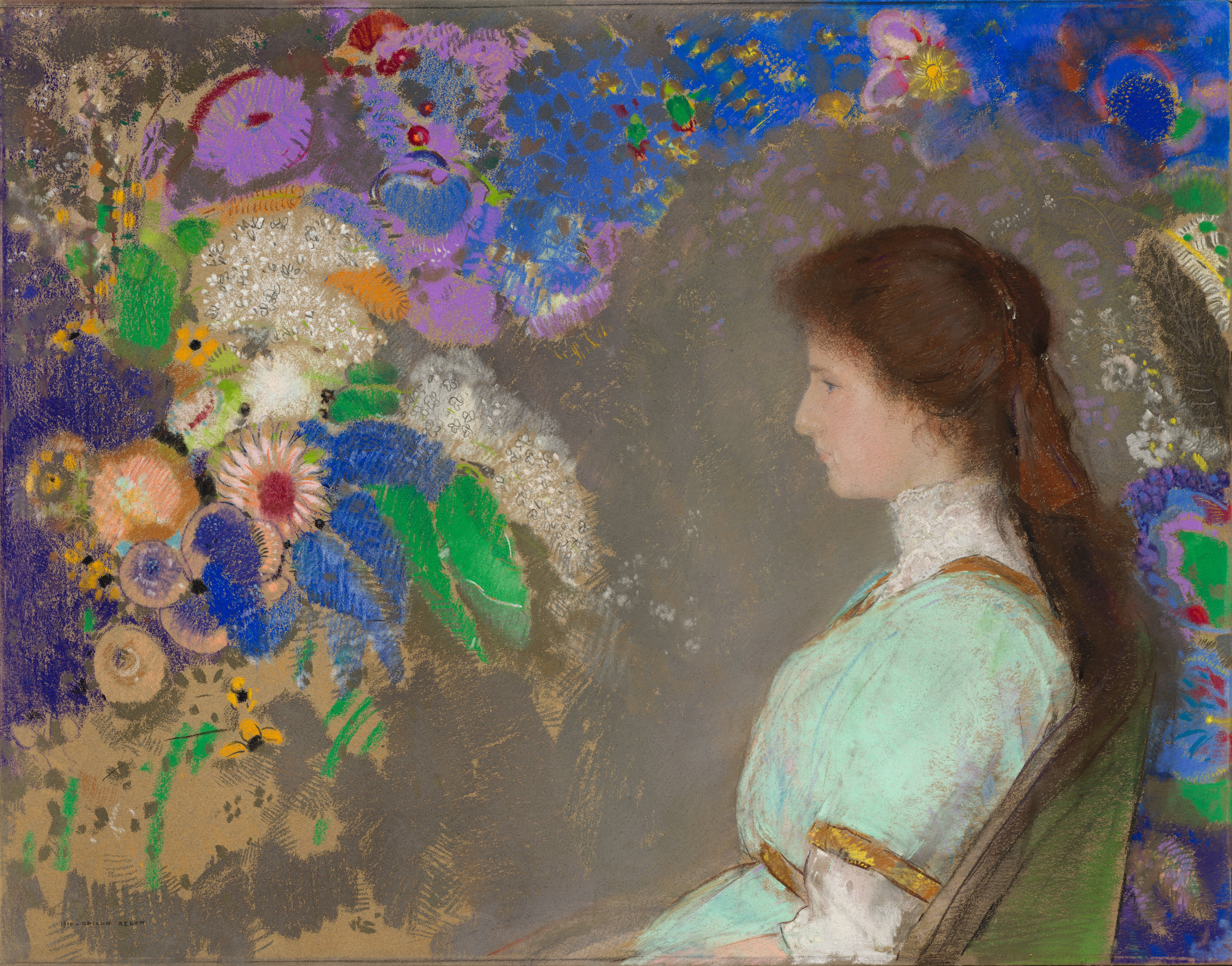
Ritratto di Violette Heymann, di Odilon Redon (1910)

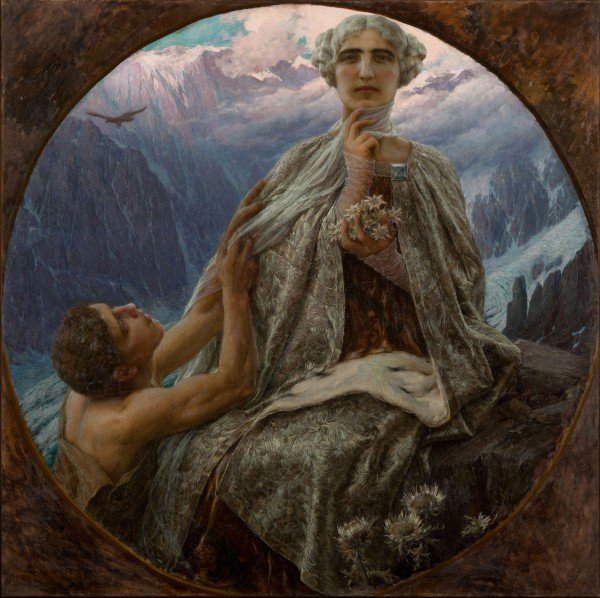
La vetta, 1912, opera di chiara matrice simbolista di Cesare Saccaggi da Tortona.

Il simbolismo è una corrente artistica nata in Francia nel XIX secolo, in netto contrasto con i canoni imposti in precedenza dal realismo. Il simbolismo infatti tende ad una descrizione soggettiva piuttosto che ad una oggettiva, al contrario del realismo. Questa sua natura lo porta ad avere un grande sviluppo con la nascita del decadentismo, che predilige il lato misterioso e onirico piuttosto che quello scientifico e reale. Gli esponenti più importanti di questa corrente furono Charles Baudelaire, Paul Verlaine, Arthur Rimbaud e Stéphane Mallarmé e, per quanto riguarda l'Italia, Giovanni Pascoli, il simbolista per eccellenza. In particolar modo Pascoli, a differenza degli altri autori, utilizza un simbolismo istintivo ovvero una non ricerca del simbolismo stesso.
In contrasto con la simbologia tipicamente medievale - conosciuta per la natura intellettuale e razionale ed espressa spesso tramite l'uso di allegorie - il simbolismo decadente viene definito istintivo, e predilige le sensazioni e le corrispondenze segrete tra tutte le cose, così come figure retoriche come l'analogia, la metafora o la sinestesia, scovate tramite folgorazioni ed intuizioni dal poeta veggente. Anche per l'arte il simbolismo fu un movimento culturale di notevole importanza e che andava sempre più delineandosi con l'impressionismo.

#### Estetismo

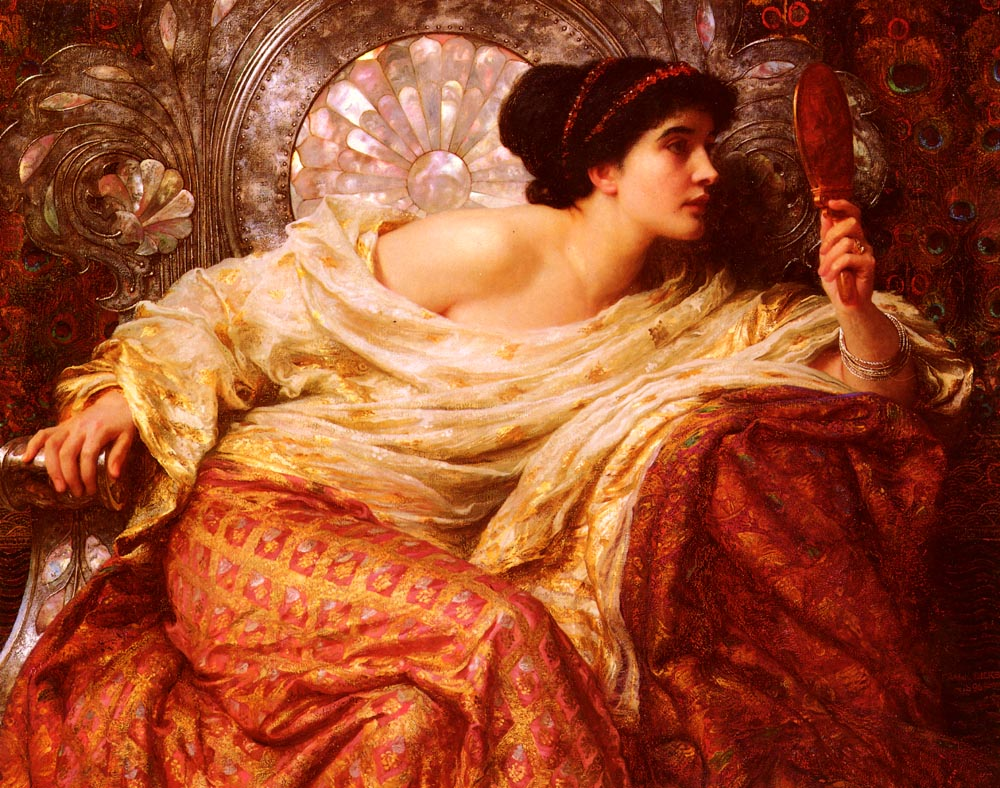
Lo specchio, di Frank Dicksee (1896)

L'estetismo nasce come movimento che tende a sviluppare le idee proposte dal parnassianesimo, corrente culturale sorta in Francia negli anni '60 dell'800, e si fonda sull'imperativo del "l'arte per l'arte", vedendo dunque in questa l'unico e sommo fine della letteratura. L'estetismo è pure una reazione al romanticismo e al suo mimetismo naturale e sentimentale, secondo cui la vita determina l'arte. Con l'estetismo la classica dicotomia vita-arte si risolve nella coincidenza dei due termini, tendendo così a fare della propria vita la prima delle opere d'arte, fornendo un'immagine di sé totalmente arealistica, estetizzata, ovvero deformata in favore del bello, unico valore morale del movimento. Nasce quindi la figura del Dandy, l'eccentrico che si diverte a stupire il pubblico con atteggiamenti trasgressivi.
Tra gli esponenti di questa corrente ricordiamo Joris Karl Huysmans, con À rebours (Controcorrente), Oscar Wilde con Il ritratto di Dorian Gray e Gabriele D'Annunzio con Il piacere.

#### Panismo
Il panismo deriva dal greco πᾶν, tutto, e si riferisce alla tendenza del confondersi e mescolarsi con il Tutto e con l'assoluto, due concetti chiave del decadentismo. In D'Annunzio il tutto prende la forma della natura, riferimento al dio greco Pan, divinità dei boschi e tutto ciò che ha a che fare con la natura.
È evidente l'uso di questa tecnica all'interno della poesia La pioggia nel pineto in cui il poeta si fonde con la natura, la quale ripercorre allo stesso tempo il suo corpo e i suoi sentimenti. Il panismo viene espresso da D'Annunzio soprattutto in Alcyone. Le parole e le immagini si fanno evanescenti, mentre il linguaggio è analogico ed evocativo.
Questa del panismo è una concezione decadente della realtà che consente di attribuire alla natura caratteristiche umane e all'uomo di immergersi nella natura, attenuando fino quasi ad annullare la distinzione tra il soggetto-poeta e l'oggetto-natura.

#### Ermetismo

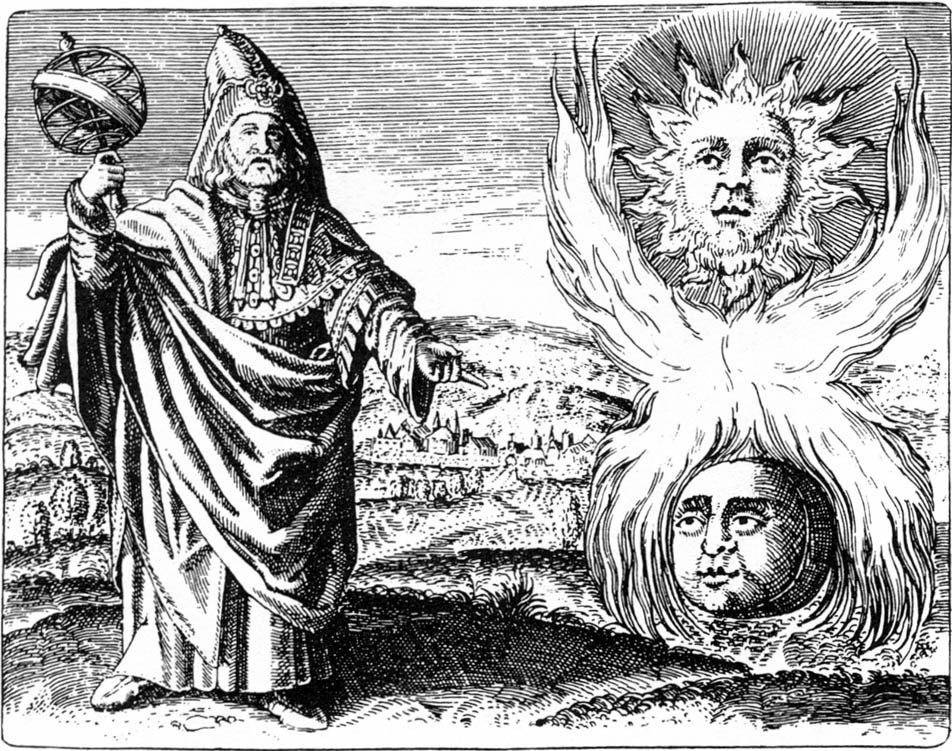
Litografia raffigurante Ermete Trismegisto, da cui prende il nome la corrente ermetista.

Durante il ventennio fascista si sviluppa il movimento ermetico dove si realizza un rinnovamento del linguaggio, che appare diverso e svincolato dagli schemi tradizionali della poesia. Il termine fu coniato nel 1936 dal critico letterario Francesco Flora, per indicare che si trattava di una poesia pura e fuori dagli schemi. Il compito della poesia ermetica era di portare alla luce l'essenza segreta del reale, scoprendo i lati più nascosti dell'animo umano e delle cose, testimoniando la sofferenza esistenziale.
I poeti appartenenti a questa corrente, sentono la necessità di esternare le loro sofferenze attraverso la poesia, la quale lenisce questo immenso dolore per la vita.
La poesia ermetica interpreta una condizione spirituale nuova e legata alle vicende storiche italiane (prima guerra mondiale, dopoguerra, fascismo...) ed esprime il disagio dell'uomo sui problemi della società. I temi più trattati sono: il senso di solitudine di un mondo ostile; l'angoscia che deriva dal non comprendere il significato della vita; l'impossibilità di stabilire un rapporto armonioso con l'universo e con le persone. La metrica tradizionale è superata, con il trionfo del verso libero, la punteggiatura talvolta viene abolita o ridotta al minimo.
I poeti ermetici ricorrono all'uso della metafora, della sinestesia, dell'analogia per rendere carichi di significati i loro messaggi. Malgrado la vulgata scolastica tenda a considerare tra i poeti ermetici Giuseppe Ungaretti e Salvatore Quasimodo, la definizione di ermetismo fa in realtà riferimento alla sola terza generazione poetica del Novecento italiano, per la quale i due poeti (e in particolare il primo) costituivano fondamentali modelli.

#### Crepuscolarismo

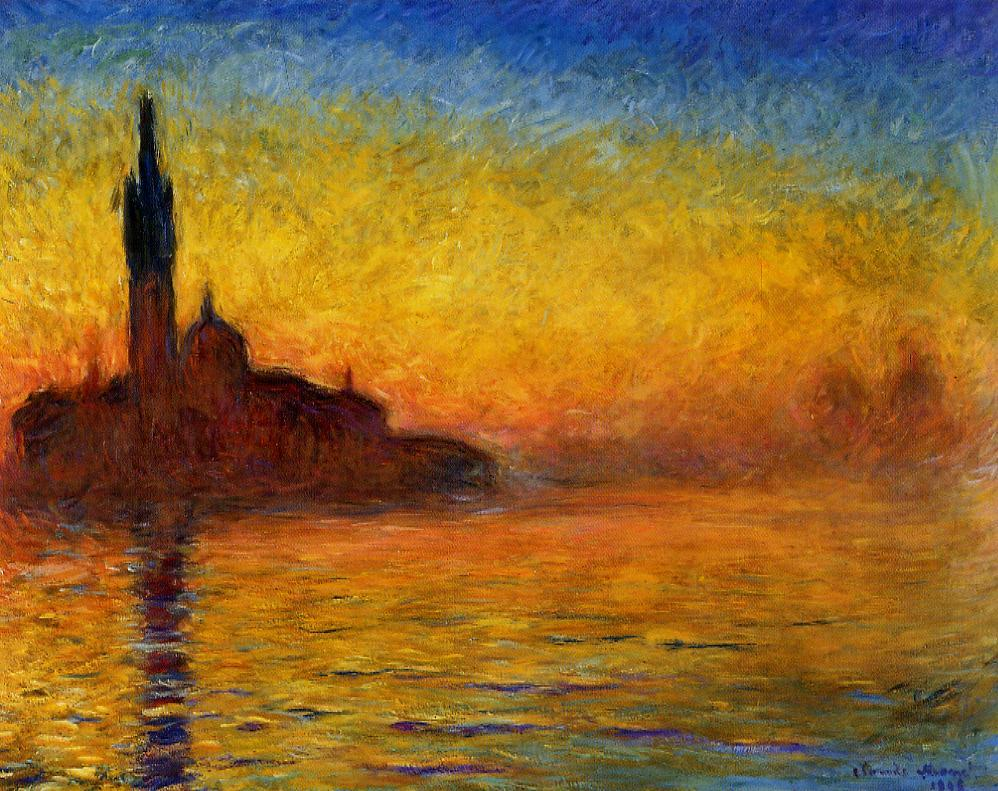
Tramonto a Venezia, di Monet, Artizon Museum, Tokyo (1908)

Agli albori del Novecento si afferma il gruppo dei poeti crepuscolari. Il termine crepuscolare fu designato nel 1910 dal critico Giuseppe Antonio Borgese per indicare il tramonto della grande stagione della poesia italiana ottocentesca (rappresentata da Leopardi e Carducci); in seguito l'espressione si limita ad indicare i toni dimessi della poesia a cui si contrapporrà l'esperienza dannunziana e quella futurista. Nelle loro composizioni si descrive il mondo piccolo-borghese, nei suoi aspetti banali e quotidiani: i pomeriggi deserti della domenica, le giornate grigie di pioggia, le corsie bianche degli ospedali, gli interni domestici delle case di provincia.
Il linguaggio scelto è poeticamente dimesso e ha un andamento piano e discorsivo, vicino alla prosa, perfettamente adatto a rappresentare una realtà antieroica. La poesia crepuscolare si sviluppò in un periodo di tempo assai limitato, nel primo decennio del secolo scorso, annoverando autori come Corrado Govoni, Marino Moretti, Sergio Corazzini e Guido Gozzano.

#### Superomismo

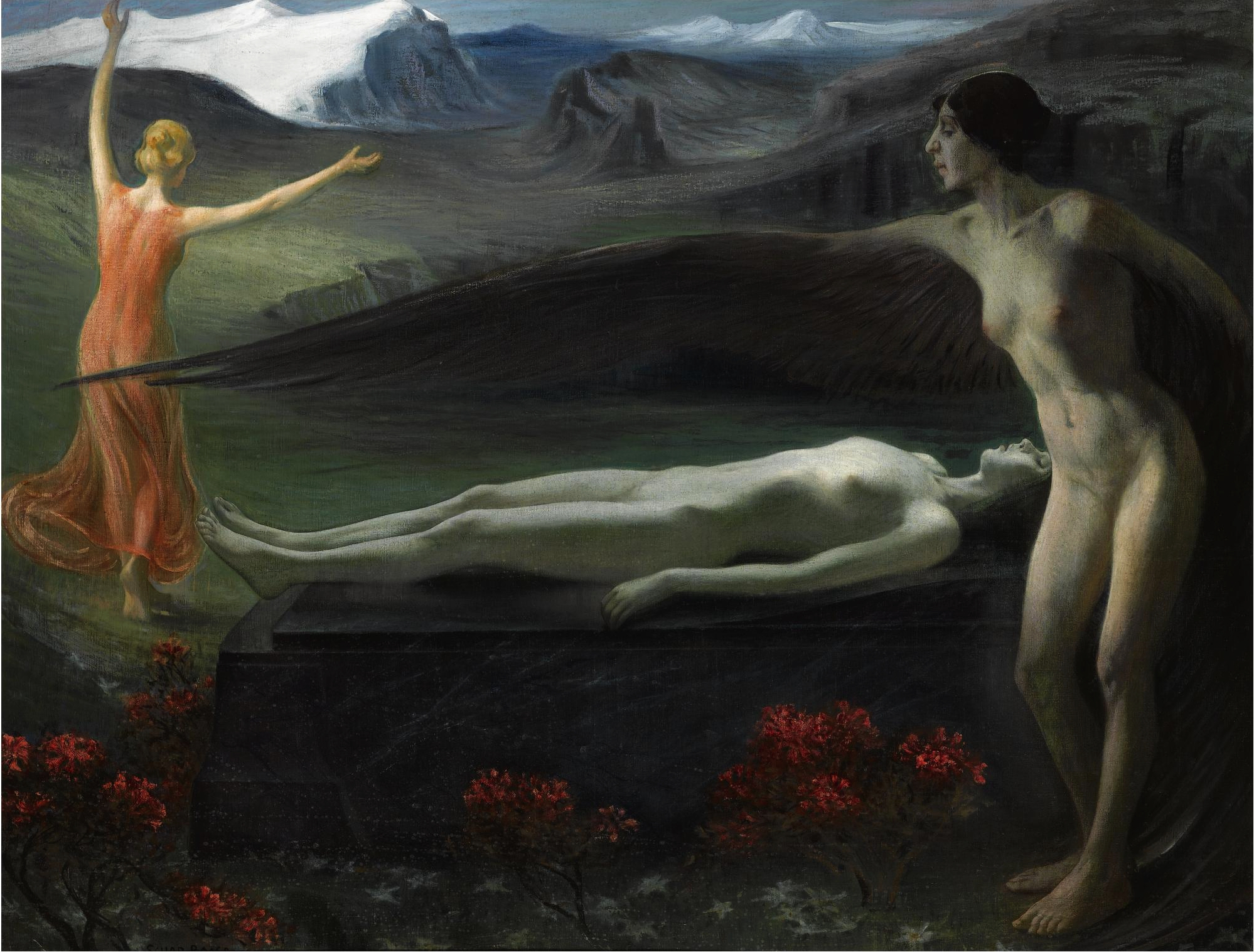
Nell'Eternità, di Paul Schad-Rossa

Un'altra corrente legata al decadentismo è il superomismo, teorizzato in chiave filosofica da Nietzsche nelle sue opere, soprattutto in Così parlò Zarathustra con l'ideazione dell'Übermensch (tradotto come "superuomo", ma anche con "oltreuomo") e molto utilizzata da D'Annunzio, che si giudicava egli stesso superuomo.
Per Nietzsche il super-uomo è colui che accetta la tragicità della vita e va oltre. Übermensch è il creatore di nuovi valori, è il senso della terra, è l'orizzontalizzazione degli orizzonti e in quanto tale è il tramonto dell'uomo.  L'idea di super-uomo nasce per la società occidentale dell'epoca, che ormai si è alienata dalla vita, conservando supposizioni antiche come quella di Dio, imperituro, pieno e satollo. Per D'Annunzio invece il superuomo è colui che, grazie alla cultura, diventa un modello per gli altri e si pone alla loro guida.

## Decadentismo nella pittura

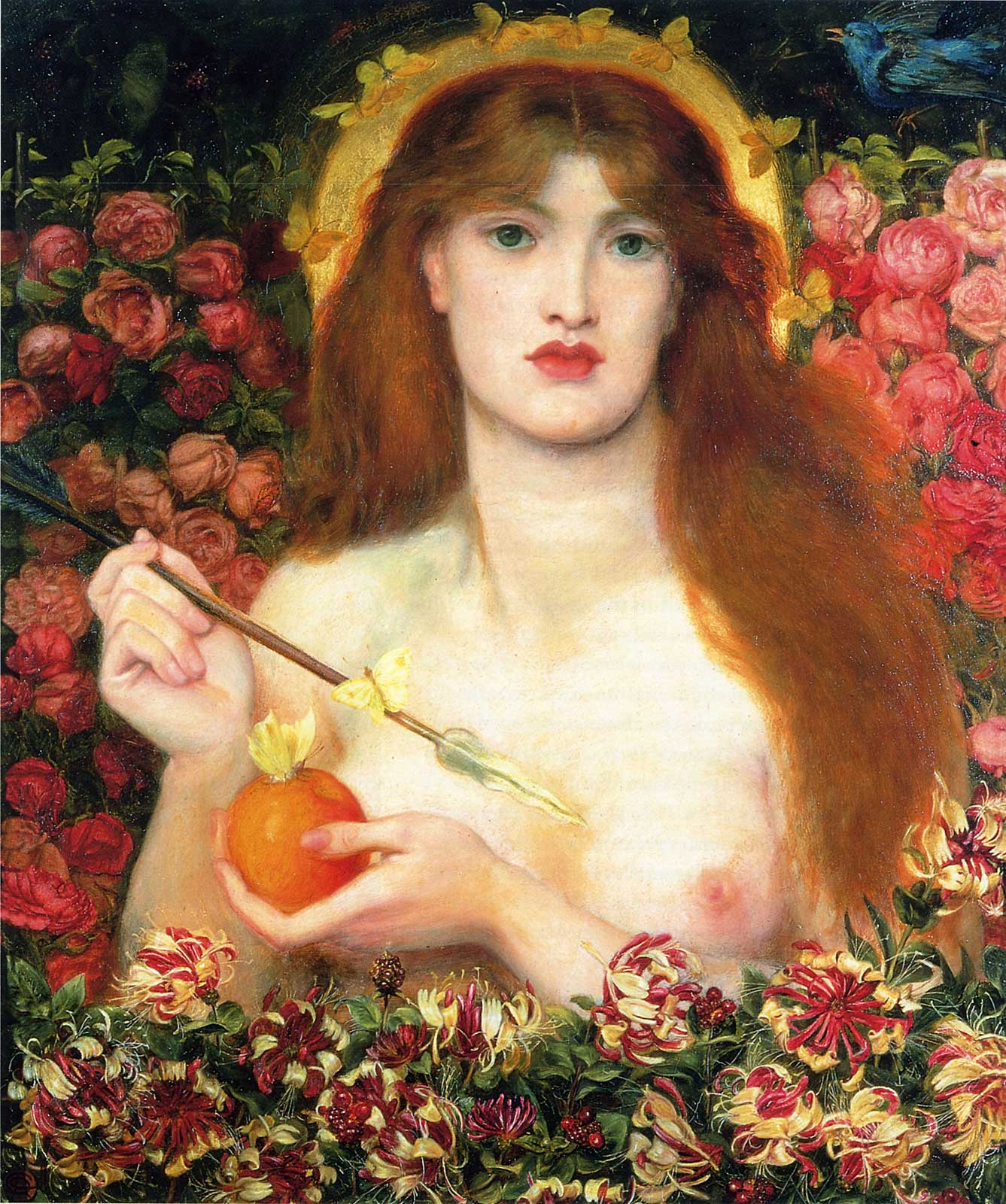
Venere Verticordia, di Dante Rossetti (1866)

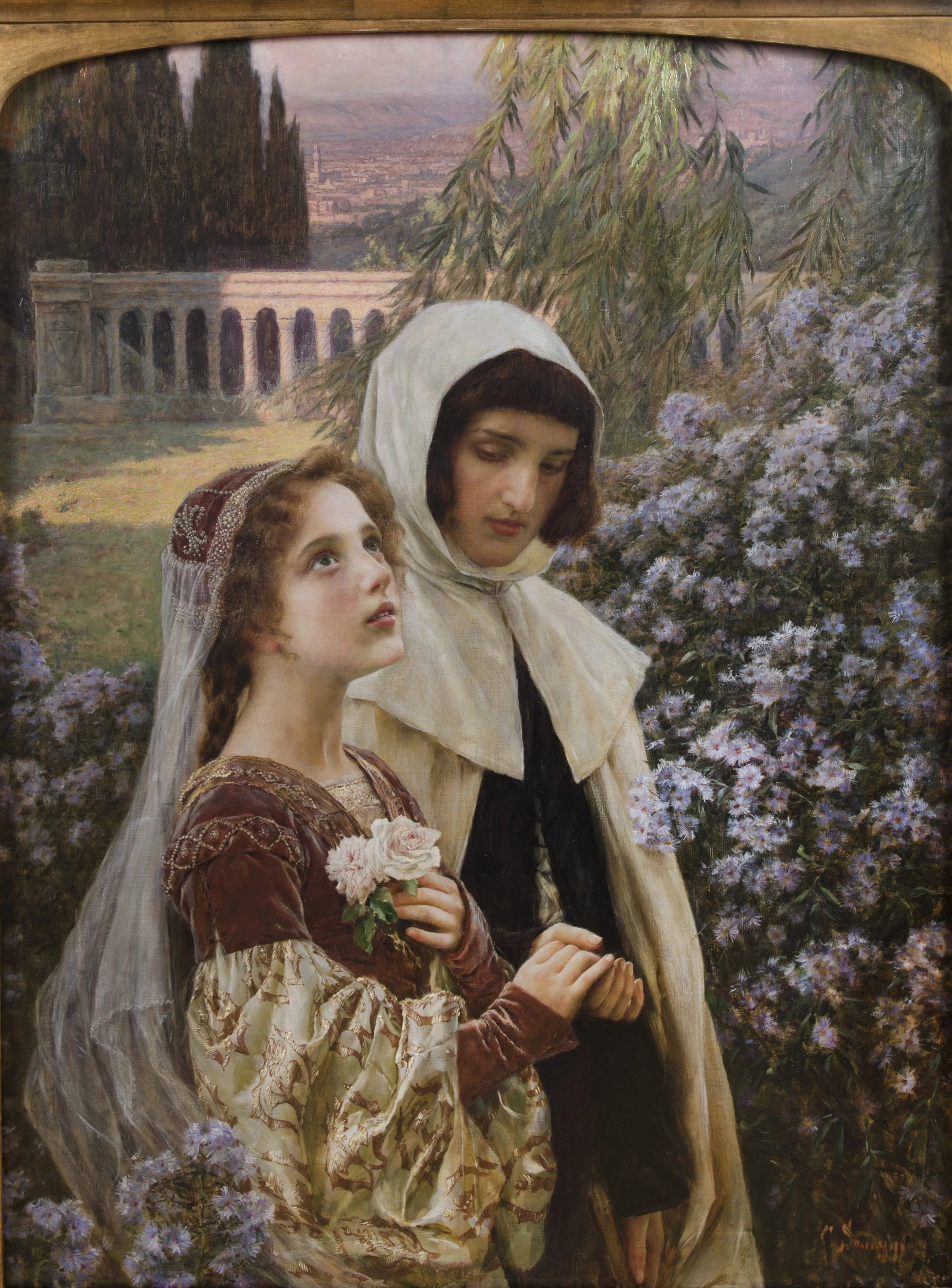
Incipit vita nova, Dante e Beatrice in giardino, 1903, opera di gusto squisitamente preraffaellita di Cesare Saccaggi da Tortona.

In campo artistico, il decadentismo si è diffuso soprattutto nell'Europa centrale e occidentale. Il movimento trovò corrispettivi in correnti che presero nomi diversi a seconda del paese in cui si svilupparono, come ad esempio il Liberty o Stile Floreale in Italia, l'Art Nouveau in Francia, lo Jugendstil in Germania, la Secessione viennese in Austria, il Bauhaus in Germania, il Modern Style in Gran Bretagna e il Modernismo catalano in Spagna.
Tuttavia, gli artisti influenzati dal decadentismo o che ne condividevano gli ideali non si definirono mai "decadenti". Piuttosto si affiancarono ad altri movimenti artistici, alcuni dei quali correlati a quello decadente, oppure nati subito dopo l'inizio del declino del decadentismo. Tra questi si annoverano soprattutto Edvard Munch, James Ensor, Gustav Klimt, Odilon Redon, Alexandre Séon, Jean Delville e Carlos Schwabe.
L'unica vera trasposizione artistica affermatasi con il termine decadente fu quella della Confraternita dei Preraffaelliti, sorta nel settembre del 1848 ed esauritasi verso l'inizio del Novecento nel Regno Unito. Tra i suoi esponenti principali si annoverano Dante Gabriel Rossetti, William Hunt, Ford Madox Brown, John Everett Millais, William Morris, Frederic George Stephens, Thomas Woolner, James Collinson, Edward Burne-Jones ed il tardivo John William Waterhouse.

## Personaggi decadenti
- Lawrence Alma-Tadema
- Regina di Luanto[4]
- Gabriele D'Annunzio
- Annamaria Calò
- Jules Amédée Barbey d'Aurevilly
- Konstantin Dmitrievič Bal'mont
- Charles Baudelaire
- Franz von Bayros
- Aubrey Beardsley
- Henri Beauclair
- Léon Bloy
- Maurice Barrès
- Renée Vivien
- Algernon Charles Swinburne
- Max Beerbohm
- Jean Bertheroy
- Walter Binni
- Cesare Saccaggi
- Jan Frans De Boever
- H. Bonciu
- Élémir Bourges
- Valerij Jakovlevič Brjusov
- Mateiu Caragiale
- Tristan Corbière
- Jean Delville
- Marceline Desbordes-Valmore
- Ernest Dowson
- Louis Dumur
- Georges Eekhoud
- James Ensor
- Antonio Fogazzaro
- Otto Forster
- Iwan Gilkin
- Zinaida Nikolaevna Gippius
- Guido Gozzano
- Remy de Gourmont
- Hugo von Hofmannsthal
- Joris Karl Huysmans
- Vojislav Ilić
- Gustav Klimt
- Alfred Kubin
- Jules Laforgue
- Antoni Lange
- Lautréamont
- Jane de La Vaudère
- Francesco Longo Mancini
- Jean Lorrain
- Arthur Machen
- Stéphane Mallarmé
- Heinrich e Thomas Mann
- Filippo Tommaso Marinetti
- Albert Marquet
- Camille Mauclair
- Dmitrij Sergeevič Merežkovskij
- Octave Mirbeau
- Nikolai Minsky
- Robert de Montesquiou
- George Moore
- Jean Moréas
- Gustave Moreau
- Edvard Munch
- Gérard de Nerval
- Vincent O'Sullivan
- Giovanni Pascoli
- Walter Pater
- Cesare Pavese
- Luigi Pirandello
- Kazimierz Przerwa-Tetmajer
- Rachilde
- Odilon Redon
- Charles Ricketts
- Rainer Maria Rilke
- Arthur Rimbaud
- Baron Corvo
- Georges Rodenbach
- Maurice Rollinat
- Félicien Rops
- Santiago Rusiñol
- Edgar Saltus
- Arthur Schnitzler
- Carlos Schwabe
- Alexandre Séon
- Luigi Siciliani
- Fëdor Sologub
- Leopold Staff
- Eric Stenbock
- Franz von Stuck
- Italo Svevo
- Arthur Symons
- Jean de Tinan
- Constant Tonegaru
- Émile Verhaeren
- Paul Verlaine
- Gabriel Vicaire

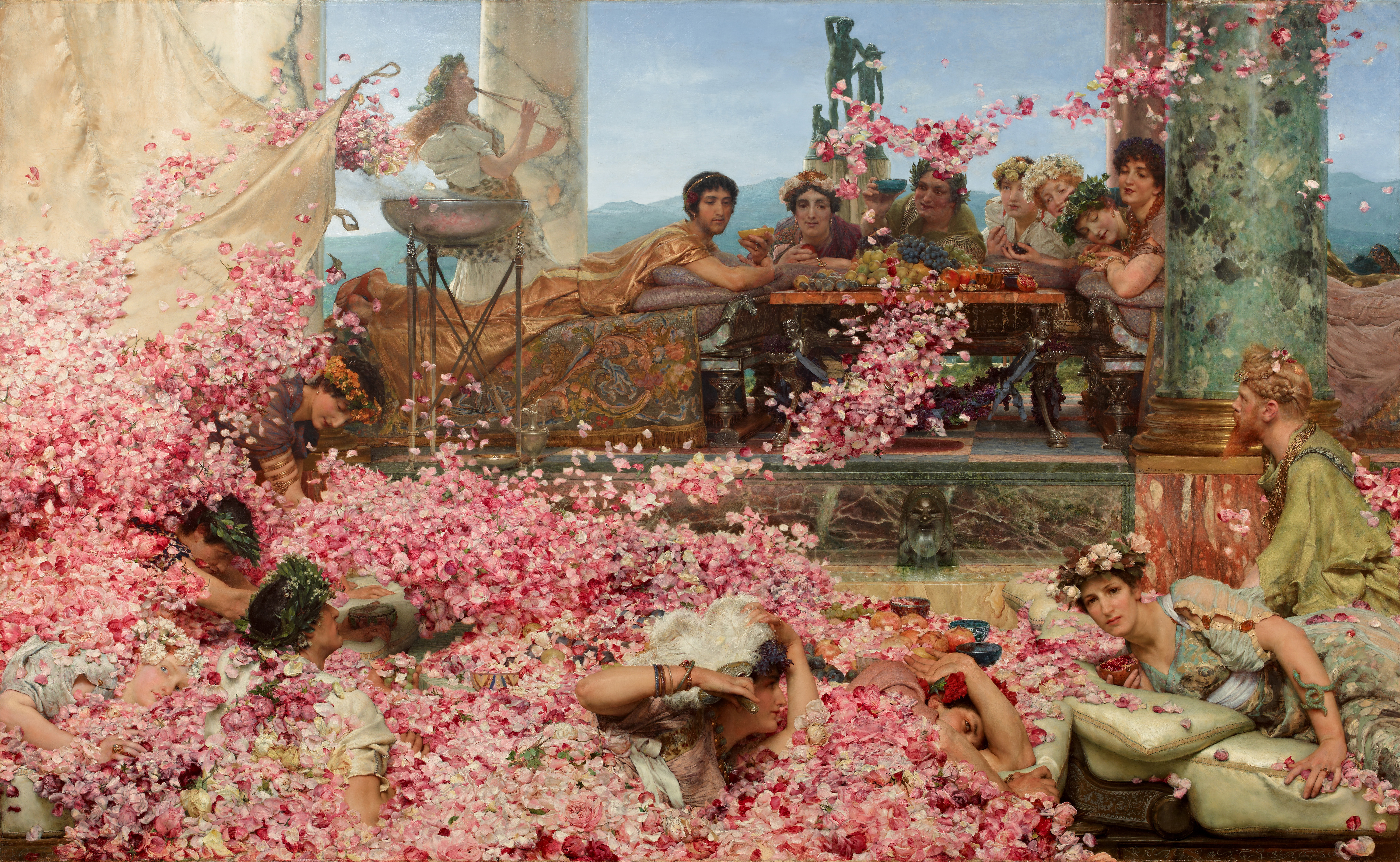
Le rose di Eliogabalo, di Lawrence Alma-Tadema, collezione privata (1888)

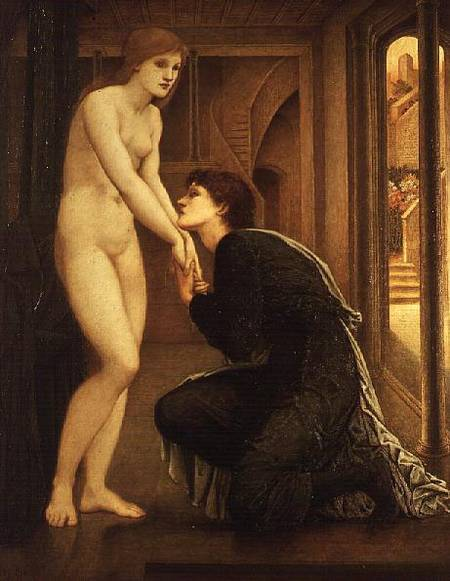
L'Anima Raggiunge, di Edward Burne-Jones, Joseph Setton Collection, Parigi (1868-1870)

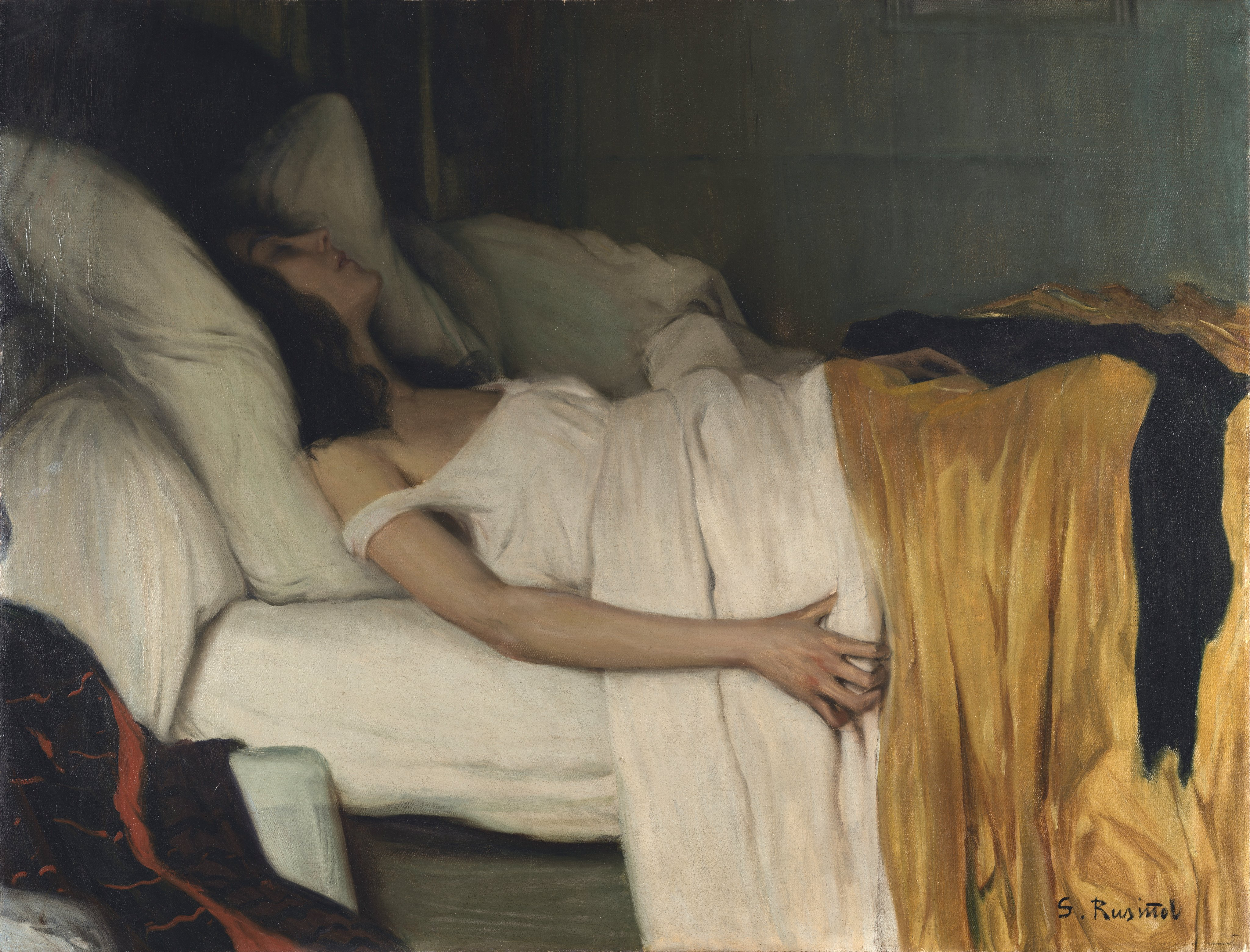
La morfina, di Santiago Rusiñol (1894)

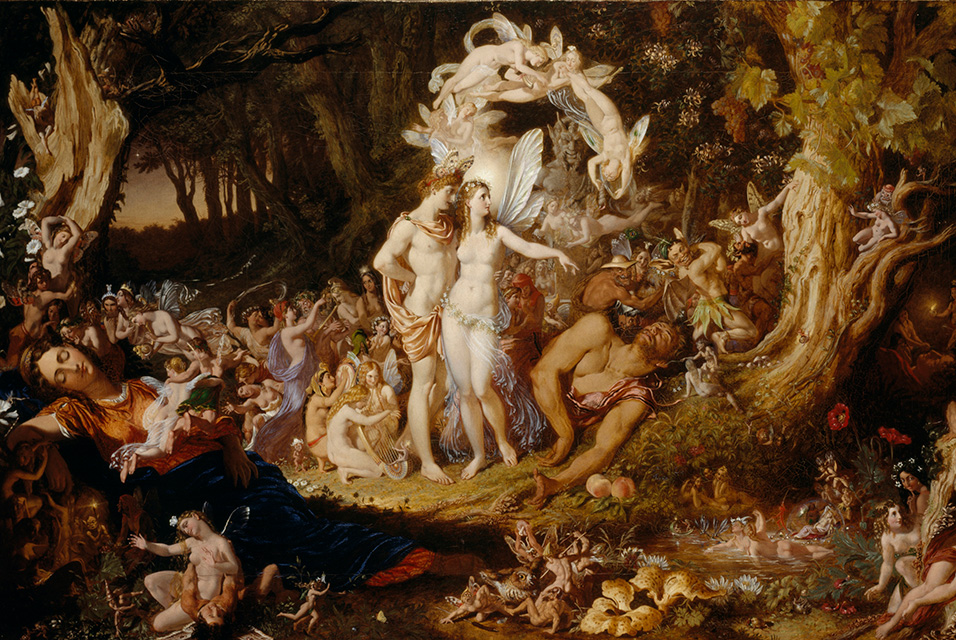
La Riconciliazione di Titania e Oberon, di Joseph Noel Paton (1847)

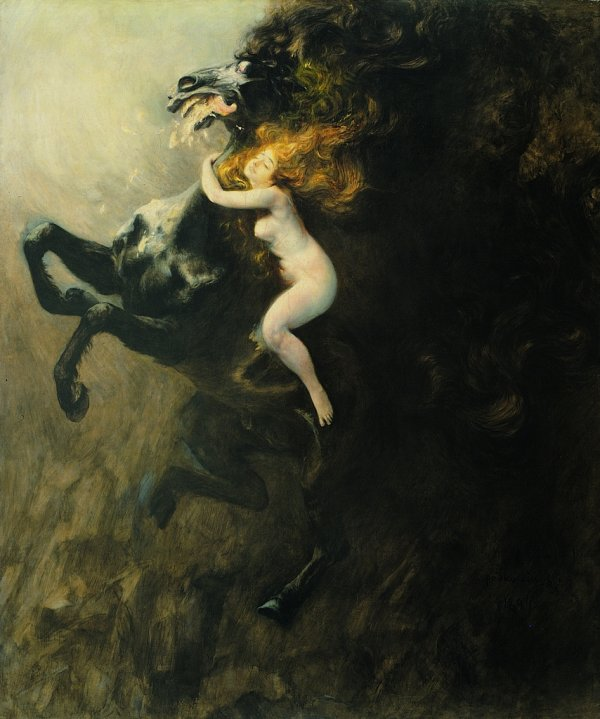
Frenesia dell'Esultanza, di Władysław Podkowiński (1894)

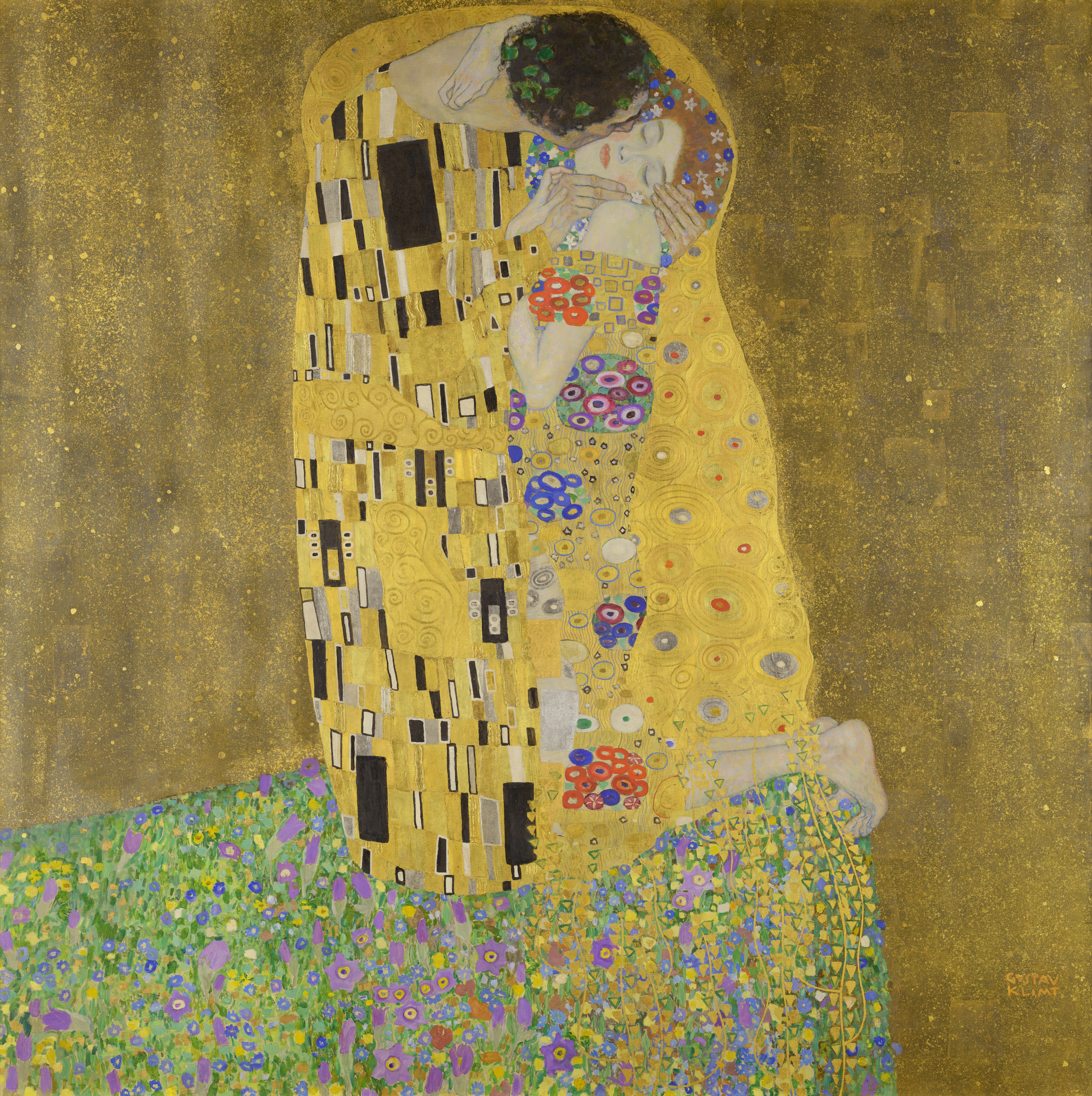
Il bacio, di Gustav Klimt, Österreichische Galerie Belvedere, Vienna (1907-1908)

- Auguste de Villiers de L'Isle-Adam
- H. G. Wells
- James Abbott McNeill Whistler
- Oscar Wilde
- Pejo Javorov
- Richard Wagner